# Linganapura, Malavalli
Linganapura là một làng thuộc tehsil Malavalli, huyện Mandya, bang Karnataka, Ấn Độ.